# 奧萊斯諾

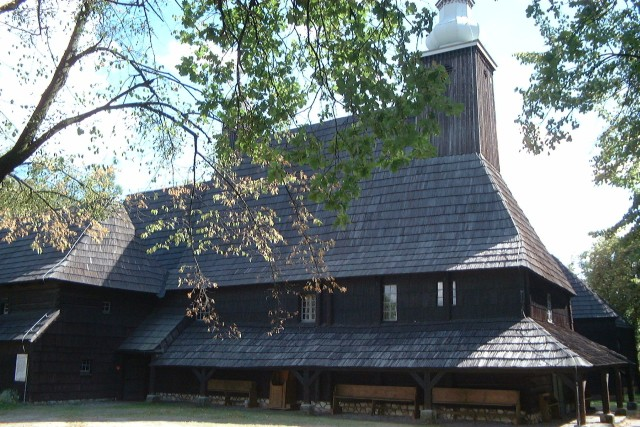

奧萊斯諾，（德语：Rosenberg in Oberschlesien，上西里西亚的罗森贝格）是波蘭的城鎮，位於該國東南部，距離首府奧波萊約42公里，由奧波萊省負責管轄，面積15.1平方公里，海拔高度240米，該地區自新石器時代有人類居住，2006年人口10,106。

## 外部連結
- Official town webpage （页面存档备份，存于）
- Map, via mapa.szukacz.pl （页面存档备份，存于）
- German page about Olesno （页面存档备份，存于）
- Jewish Community in Olesno （页面存档备份，存于） on Virtual Shtetl

50°52′30″N 18°25′30″E / 50.87500°N 18.42500°E